# Oxytropis sverdrupii
Oxytropis sverdrupii là một loài thực vật có hoa trong họ Đậu. Loài này được Lynge miêu tả khoa học đầu tiên.